# Laminaria hyperborea
Laminaria hyperborea es una especie de alga parda perteneciente a la familia Laminariaceae. Es de gran tamaño y puede alcanzar una longitud máxima de 360 cm. Se encuentra en la zona sublitoral del  océano Atlántico. En España en las costas de Galicia y Asturias.

## Distribución y hábitat
Su área natural se encuentra al noreste del océano Atlántico, desde Escandinavia hasta España y las islas Canarias,  incluyendo el mar Báltico y el mar del Norte. No se encuentra en el mar Mediterráneo. Crece sobre rocas en la zona sublitoral a profundidades de hasta 10 metros  en aguas turbias y hasta 30 metros en aguas claras. Tiende a ser la especie dominante en una estrecha franja. Hasta los 15 metros de profundiadad el crecimiento puede ser muy denso constituyendo lo que se ha llamado bosque de algas marinas,  sin embargo a mayores profundidades forma comunidades más abiertas con presencia de otras especies.

## Descripción
Dispone de frondas que alcanza hasta los 3 metros de longitud. El estipe (tallo) es redondeado y mide hasta 2 metros de largo y se fija al sustrato rocoso mediante gruesos rizoides. La lámina se divide en cintas que se regeneran todos los años y tienen un aspecto liso y lustroso, por lo que se asemeja a una correa.

## Reproducción
El proceso reproductivo consta de una fase de reproducción asexual por esporas y otra de reproducción sexual mediante gametos. La fase asexual macroscópica liberadora de esporas se denomina esporófito y corresponde a lo que comúnmente se conoce como alga, mientras que la sexual es microscópica y recibe el nombre de gametofito. 
La forma adulta de Laminaria hyperborea libera millones de zoosporas a lo largo de varias semanas durante el periodo invernal.  A partir de estas esporas se desarrollan gametofitos que se hacen fértiles en tan solo 10 días.  Los gametofitos masculinos liberan células flageladas móviles que se unen a los gametos femeninos de las proximidades producidos por los gametofitos femeninos, la fertilización produce un zigoto que da origen a un ejemplar adulto que vuelve a liberar esporas, repitiendo el ciclo completo.

## Utilidades
Los  estípites  de Laminaria hyperborea y otras especies relacionadas, previamente esterilizados, tienen aplicaciones quirúrgicas en ginecología para la dilatación del cérvix. También se emplean para la obtención de algina o ácido algínico.

## Especies similares
- Laminaria digitata.
- Laminaria ochroleuca.